# Чапельник

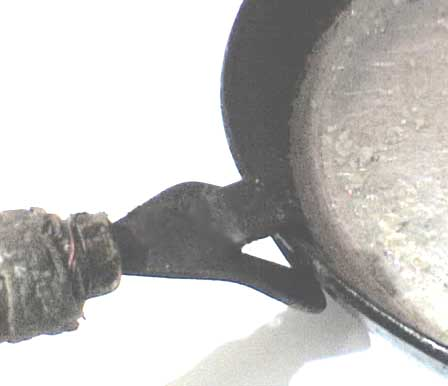
Штампованный чапельник на сковороде

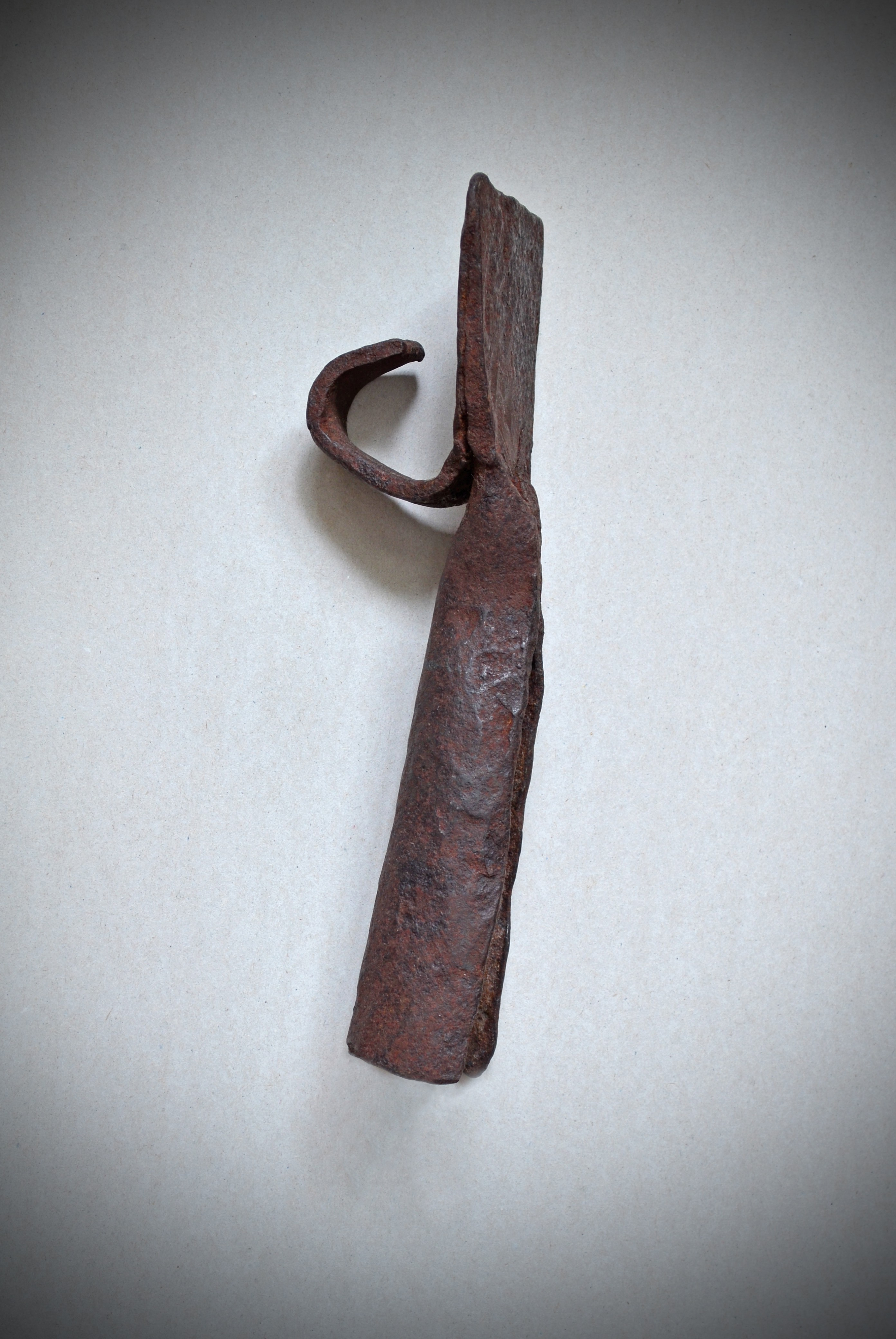
Старинный кованый чапельник (без черенка) из Рязанской губернии

Ча́пельник, сковоро́дник — кухонный инструмент в виде короткой или длинной съёмной ручки для сковороды.
Традиционный чапельник для русской печи представляет собой металлический крюк с упором, надетый на длинный деревянный черенок.
Согласно Словарю Даля слово чапельник употреблялось в Воронежской, Тамбовской, Рязанской, Калужской, Тверской, Смоленской (чепела) и Нижегородской (чапляник) губерниях России, и происходит от диалектного слова чапать, означающего «цапать, хватать, брать».

## В культуре
Писарь нёс посреди улицы на длинном чапельнике сковороду, на которой ещё клокотала только что снятая с огня яичница.— Гл. Успенский, «В деревне»
В 2003 году комическая группа «Квартет И» поставила спектакль «День выборов», в котором упоминается вымышленный Приволжский чапельный завод, производящий чапельники. В 2007 году по этому спектаклю был снят одноимённый фильм.